# Енді Кіог
Ендрю (Енді) Кіог (англ. Andy Keogh, * 16 травня 1986, Дублін) — ірландський футболіст, фланговий півзахисник клубу «Лідс Юнайтед».

## Клубна кар'єра
Вихованець футбольної школи клубу «Лідс Юнайтед». Дорослу футбольну кар'єру розпочав 2003 року в основній команді того ж клубу. Не провівши у цій команді жодної гри в чемпіонаті, був відданий в оренду, спочатку до «Сканторп Юнайтед», а 2005 року до клубу «Бері». Того ж 2005 року уклав повноцінний контракт з клубом «Сканторп Юнайтед».
З 2007 року — гравець «Вулвергемптон Вондерерз». Захищав кольори команди з Вулвергемптона до 2010 року, в якому був відданий в оренду до валійської команди «Кардіфф Сіті». За рік, у 2011, також на умовах оренди приєднався до «Бристоль Сіті».
У серпні 2011 року в послугах свого вихованця зацікавився «Лідс Юнайтед», який уклав з «Вулвергемптоном» договір оренди з правом подальшого викупу. Наразі Кіог встиг відіграти за команду з Лідса 14 матчів в національному чемпіонаті.

## Виступи за збірну
2007 року дебютував в офіційних матчах у складі національної збірної Ірландії. Наразі провів у формі головної команди країни 22 матчі, забивши 1 гол.